# کلاس دهم (فیلم)
کلاس دهم (به انگلیسی: 10th Class) فیلمی هندی محصول سال ۲۰۰۶ و به کارگردانی چاندو است. در این فیلم بازیگرانی همچون بهارات، سارانیا و سوناینا ایفای نقش کرده‌اند.